# Sin vagina, me marginan
Sin vagina, me marginan es una película tragicómica peruana de serie B, cine camp y temática LGBT de 2017, ópera prima del director Wesley Verástegui. La cinta está protagonizada por la modelo Javiera Arnillas y la cantante Marina Kapoor, siendo el primer filme peruano en la historia de este país que tiene como personajes principales a personas transexuales.

## Argumento
Barbie (Javiera Arnillas) es una prostituta transgénero que necesita operarse para poder completar su sueño de ser una mujer completa y conquistar un amor de la infancia. Para ello necesita unos 30,000 dólares, lo cual le resulta inalcanzable. Junto a su mejor amiga, Microbio (Marina Kapoor), idean un plan para conseguir el dinero necesario para la cirugía: secuestrar a Pamela (Caterine Solorzano), la hija del transfóbico ministro de la Mujer y Poblaciones Vulnerables.

## Producción y estreno
Tras ser nominado en 2015 al mejor guion inédito en el Festival Internacional de Nuevo Cine Latinoamericano de Cuba y quedar en 2016 en los cuartos de final del Premio Joplin del BlueCat Screenplay Competition and Short Film Festival, Verástegui se decidió a escribir el guion del que sería su primer film. Con un presupuesto de 5,000 dólares produjo y dirigió la película que fue íntegramente grabada con un dispositivo móvil iPhone 6. El rodaje duró ocho días, localizando las escenas en varios distritos de la ciudad de Lima. El reparto está configurado por actores y actrices amateurs, amigos y familiares de los miembros de la producción.
En Perú el título de la cinta fue censurado tras la denuncia de varios padres de familia, por lo que no pudo ser estrenada al público como estaba previsto para el 28 de septiembre de 2017 en las salas de cine. Aun así fue estrenada con éxito el 9 de noviembre de 2017 en la III Semana del Cine de la Universidad de Lima.
El 12 de abril de 2018 la película fue finalmente estrenada al público a través de una plataforma streaming, que eligió el filme de Verástegui para inaugurar la plataforma.
En España fue estrenada el 3 de noviembre de 2017 en el 22º LesGaiCineMad. Tras ello, la película fue adquirida por Filmin.

## Reparto
- Javiera Arnillas como Barbie.
- Marina Kapoor como Microbio.
- Caterine Solórzano como Pamela.

## Festivales y nominaciones
| Año  | Lugar                                                              | País           | Categoría            | Resultado   | Notas         |
| ---- | ------------------------------------------------------------------ | -------------- | -------------------- | ----------- | ------------- |
| 2017 | Semana del Cine de la Universidad de Lima                          | Perú           | Mejor película       | Nominada    | [ 23 ] [ 24 ] |
| 2017 | Sydney Transgender International Film Festival                     | Australia      | Mejor película       | Nominada    | [ 20 ]        |
| 2017 | LesGaiCineMad                                                      | España         | Sección Panorama     | Incluida    | [ 25 ]        |
| 2017 | Alternative Film Festival                                          | Canadá         | Mejor comedia        | Nominada    | [ 26 ]        |
| 2017 | Alternative Film Festival                                          | Canadá         | Mejor reparto        | Nominada    | [ 26 ]        |
| 2017 | Festival de Cine de Trujillo                                       | Perú           | -                    | Incluida    | [ 27 ]        |
| 2018 | Festival Internacional de Cine Gay Lésbico Trans de Lima - OUTFEST | Perú           | -                    | Incluida    | [ 28 ]        |
| 2018 | Zinentiendo: Muestra Internacional de Cine LGTBQ                   | España         | -                    | Incluida    | [ 29 ]        |
| 2018 | Mostra de Cine Divers Valencia                                     | España         | -                    | Incluida    | [ 30 ]        |
| 2018 | Muestra de Cine Lgbtiq en El Farolito                              | Costa Rica     | -                    | Incluida    | [ 31 ]        |
| 2018 | CINHOMO: Muestra Internacional de Cine y Diversidad Sexual         | España         | A concurso           | Nominada    | [ 32 ]        |
| 2018 | Tercera Muestra de Cine Queer                                      | Colombia       | -                    | Incluida    | [ 33 ]        |
| 2018 | OUT'hood Series: Latinx Queer Films                                | Estados Unidos | -                    | Incluida    | [ 34 ]        |
| 2018 | Premios Fénix                                                      | México         | Ficción y documental | Prenominada | [ 35 ]        |